# Krzysztof Rojek
Krzysztof Rojek (ur. 16 lutego 1972 w Żaganiu) – polski bokser, olimpijczyk z Barcelony 1992.
W trakcie kariery sportowej reprezentował kluby:
- Wisła Kraków w latach 1986-1990,
- Igloopol Dębica w latach 1991-1992,
- Hetman Białystok w roku 1992,
- Victoria Jaworzno w latach 1993-1995.

Mistrz Polski w kategorii superciężkiej w roku 1993. Drużynowy mistrz Polski w latach 1992 (Hetman Białystok), 1993-1995 (Victoria Jaworzno).
Uczestnik mistrzostw świata w roku 1995 oraz mistrzostw Europy w roku 1993 na których nie odniósł jednak większych sukcesów.
Na igrzyskach w Barcelonie wystartował w kategorii ciężkiej zajmując 17. miejsce.